# Tropidophorus davaoensis
Tropidophorus davaoensis är en ödleart som beskrevs av  Christine D. Bacon 1980. Tropidophorus davaoensis ingår i släktet Tropidophorus och familjen skinkar. IUCN kategoriserar arten globalt som livskraftig. Inga underarter finns listade i Catalogue of Life.